# 大淵村 (静岡県富士郡)
大淵村（おおぶちむら）は静岡県の東部、富士郡に属していた村である。現在の富士市中心部の北方から富士山にかけての地域にあたる。

## 地理
- 山：富士山、浅黄塚、東臼塚

## 歴史
- 1889年（明治22年）4月1日 - 町村制の施行により、中野村、大淵村が合併して発足。
- 1955年（昭和30年）4月1日 - 吉原市に編入。同日大淵村廃止。